# Walter Volgmann
Walter Volgmann (* 16. April 1893 in Jarmen; † 1. Mai 1945 in Rostock) war ein deutscher Politiker (NSDAP) und Oberbürgermeister von Rostock.

## Leben
Walter Volgmanns Vater Hermann Johann Daniel Volgmann war Platzmeister. Nach dem Besuch der Volksschule und einer Lehre arbeitete Walter Volgmann in verschiedenen Stellungen. Im Ersten Weltkrieg leistete er von 1916 bis 1918 Kriegsdienst. Nach dem Krieg war er in Behörden tätig, bevor er selbstständiger Bücherrevisor wurde. Am 3. September 1925 schloss er sich der NSDAP an (Mitgliedsnummer: 17.664). Von 1925 bis 1928 leitete er die Ortsgruppe Rostock, später wurde er auch Bezirks- bzw. Kreisleiter des Kreises Rostock-Land.
1930 wurde Volgmann Mitglied der Stadtverordnetenversammlung Rostocks, 1932 unbesoldeter Stadtrat. Ab 1932 war Walter Volgmann Mitglied des Landtages von Mecklenburg-Schwerin für die NSDAP. Nach der Machtergreifung der Nationalsozialisten 1933 wurde er als Stellvertreter des Oberbürgermeisters eingesetzt, 1935 wurde er selbst Oberbürgermeister der Stadt.
Gegen Ende des Zweiten Weltkriegs trat Volgmann die Flucht aus Rostock an; sie missglückte jedoch. Am 1. Mai 1945 nahm er sich zusammen mit seiner Familie in den Barnstorfer Anlagen das Leben.